# Hagen Stüdemann
Hagen Stüdemann (* 1972 in Rostock) ist ein deutscher Jazz-Gitarrist, Improvisationsmusiker, Komponist, Kontrabassist und Grafiker.

## Leben und Wirken
Stüdemann studierte Grafik und Design an der Hochschule Wismar, Außenstelle Heiligendamm u. a. bei Knut Wolfgang Maron. In seiner grafischen Arbeit bevorzugt Hagen Stüdemann die Siebdrucktechnik. 
Als Jazz- und Improvisationsmusiker ist Stüdemann zunächst Autodidakt. Nach zehnjähriger klassischer Gitarrenausbildung wechselte er zum Kontrabass und nahm Unterricht bei Henry Schwarzkopf, dem Solobassisten der Norddeutschen Philharmonie Rostock. Er trat mit eigenen Bands auf, zwischen 2001 und 2005 mit Ispahan und parallel mit dem ChamberJazzOrchestra, dann von 2003 bis 2006 mit der AnarchoJazzLobbyBand im norddeutschen Raum und auf Festivals wie dem Jazzfrühling Neubrandenburg und bei Ostseejazz. Er spielte u. a. mit Johannes Bauer, Theo Jörgensmann, Michael Thieke, Christopher Dell, Christian Ramond, Luten Petrowsky, Albrecht Maurer, Rudi Mahall, Michael Griener, Frank Gratkowski oder Christian Lillinger. Zurzeit ist er ständiges Mitglied im Theo Jörgensmann Freedom Trio. Mit Jan von Klewitz, Akira Andō und  Lenjes Robinson spielt er in der Gruppe Jazzflash.

## Diskographische Hinweise
- Theo Jörgensmann/Hagen Stüdemann Duo Our Space (Konnex Records; Berlin, 2010)

## Einzelausstellungen (Auswahl)
- 1995 Roter Pavillon, Bad Doberan

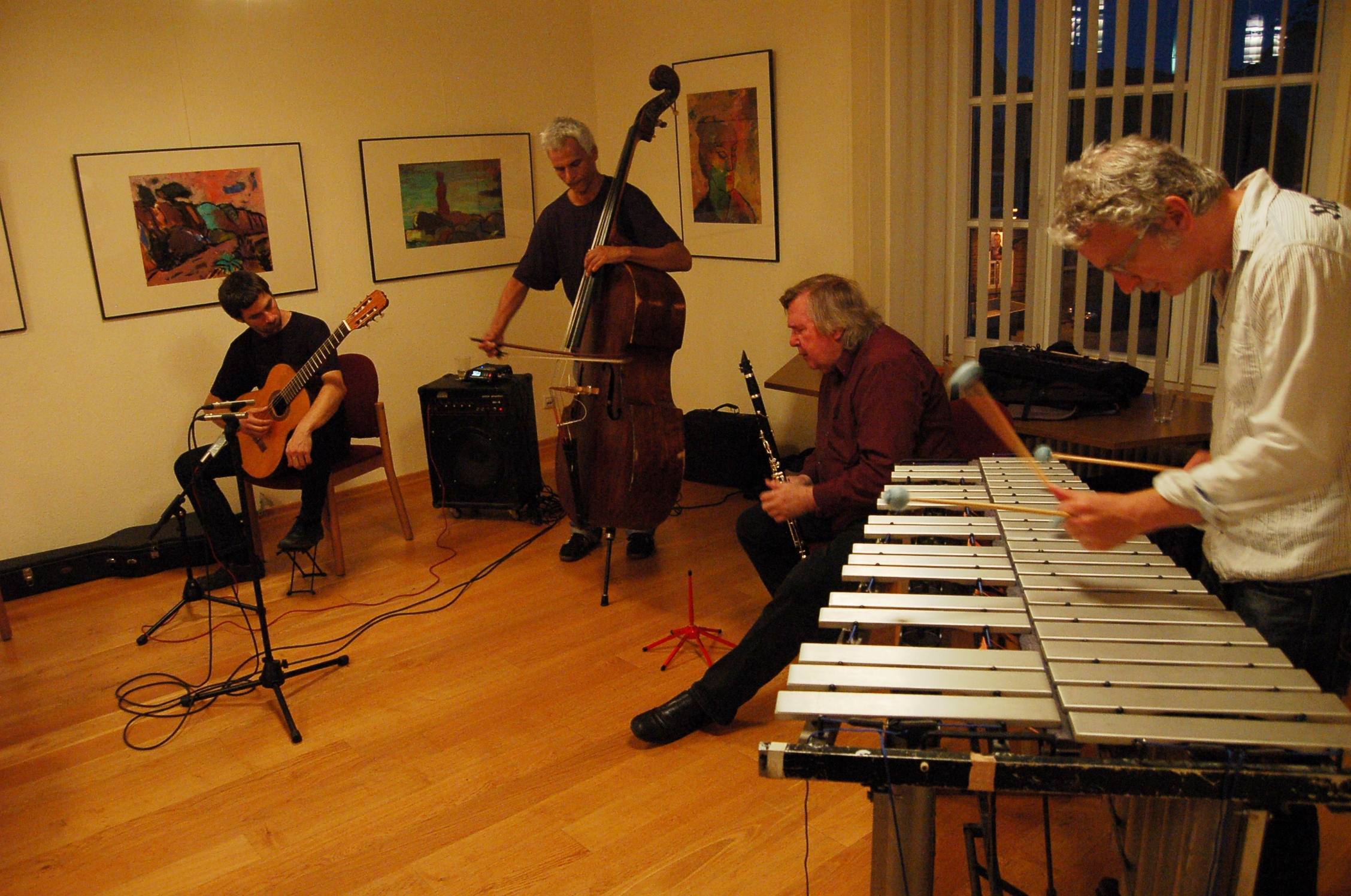
H. Stüdemann (Gitarre), Ch. Ramond (Piccolokontrabass), Th. Jörgensmann (Klarinette) und Ch. Dell (Vibraphon). 2011

- 2000 Heinrich Böll-Stiftung, Rostock
- 2005 Roter Pavillon, Bad Doberan
- 2008 Alte Synagoge, Krakow am See
- 2011 Kunstverein Rostock